# Bánh quy và kem
Bánh quy và kem (còn gọi là cookies 'n cream) là nhiều loại kem, sữa lắc và các món tráng miệng khác bao gồm bánh quy kẹp sô-cô-la, với biến thể phổ biến nhất chứa bánh quy làm bằng tay hoặc bẻ thành vụn trước từ thương hiệu Oreo của hãng Nabisco theo thỏa thuận cấp phép. Món kem bánh quy và kem thường đem trộn trong loại bánh quy kẹp sô-cô-la vụn tạo thành kem vani, cho dù có những biến thể thay vào đó có thể sử dụng sô-cô-la, cà phê hoặc kem bạc hà.

## Lịch sử
Có những tuyên bố tranh giành nhau xem ai mới là người đầu tiên phát minh và tiếp thị món kem bánh quy và kem.
- John Haynes là nhà tư vấn kem xác nhận rằng chính ông đã tạo ra hương vị này vào năm 1976,[1] 1977[2] hoặc 1978.[3]
- Đại học Tiểu bang Nam Dakota khẳng định hương vị này được phát minh tại nhà máy sữa của trường đại học vào năm 1979.[4]
- Trong một thông cáo báo chí năm 2005, Blue Bell Creameries cho biết họ là công ty đầu tiên sản xuất hương vị kem hàng loạt vào năm 1980.[5] Năm 2006, tờ The New York Times đưa tin rằng Blue Bell "không tuyên bố đã phát minh ra món này nhưng chắc chắn là người tiên phong theo hương vị này."[6] Tuy vậy, vào năm 2020, trang web của công ty công bố rằng, "Chúng tôi là người đầu tiên tạo ra hương vị mang tính sáng tạo này."[7] Blue Bell Creameries đã nộp đơn đăng ký nhãn hiệu "Cookies 'n Cream" vào năm 1981.[8]
- John Harrison là người nếm thử kem chính thức của Dreyer's/Edy's cho rằng chính ông đã phát minh ra loại kem này đầu tiên cho công ty vào năm 1982.[9][10]
- Một tuyên bố khác nữa chính là thương hiệu kem Herrell's Ice Cream thuộc quyền sở hữu của Steve Herrell tại Massachusetts.[11]
- Năm 1983, bánh quy và kem trở thành một trong năm hương vị kem bán chạy nhất.[12]